# Палеоастрономія
Палеоастрономія (англ. paleoastronomy) - наукова дисципліна, що вивчає древні астрономічні події.
Палеоастрономія тісно пов'язана з археоастрономією, яка вивчає астрономічні уявлення людей давнини. 
Питання, які вивчає палеоастрономія: вигляд і еволюцію сузір'їв у минулому, вибухи наднових, які відбулися у давнину тощо. Шкала часу, яка охоплює зацікавлення палеоастрономії - до сотень мільйонів і мільярди років, тоді як археоастрономія сягає в часі тільки доби антропогенезу.